# Micrurus serranus
Espèce
Micrurus serranus est une espèce de serpents de la famille des Elapidae. 

## Répartition
Cette espèce est endémique de Bolivie.

## Description
Micrurus serranus mesure jusqu'à 82 cm. Son dos présente des anneaux blancs, rouges et noirs. Sa tête est jaune pâle. C'est un serpent venimeux.

## Étymologie
Son nom d'espèce, de l'espagnol,  serrano, « haut plateau », lui a été donné en référence à son habitat situé aux altitudes élevées dans les vallées de Santa Cruz et de Cochabamba.

## Publication originale
- Harvey, Aparicio & González, 2003 : Revision of the venomous snakes of Bolivia: Part 1. The coralsnakes (Elapidae: Micrurus). Annals of Carnegie Museum of Natural History, vol. 72, p. 1-52.